# Jacque (Hautes-Pyrénées)
Pour les articles homonymes, voir Jacque.
Jacque est une commune française située dans le nord du département des Hautes-Pyrénées, en région Occitanie. Sur le plan historique et culturel, la commune est dans l’ancien comté de Bigorre, comté historique des Pyrénées françaises et de Gascogne.
Exposée à un climat de montagne, elle est drainée par l'Arros, le Lanénos et par un autre cours d'eau. La commune possède un patrimoine naturel remarquable composé d'une zone naturelle d'intérêt écologique, faunistique et floristique.
Jacque est une commune rurale qui compte 67 habitants en 2022, après avoir connu un pic de population de 153 habitants en 1831. Elle fait partie de l'aire d'attraction de Tarbes..
Ses habitants sont appelés les Jacquais.

## Géographie

### Localisation
La commune de Jacque se trouve dans le département des Hautes-Pyrénées, en région Occitanie.
Elle se situe à 15 km à vol d'oiseau de Tarbes, préfecture du département, et à 13 km de Trie-sur-Baïse, bureau centralisateur du canton des Coteaux dont dépend la commune depuis 2015 pour les élections départementales.
La commune fait en outre partie du bassin de vie de Tarbes.
Les communes les plus proches sont : 
Marseillan (1,6 km), Laméac (1,7 km), Chelle-Debat (2,1 km), Trouley-Labarthe (2,2 km), Peyrun (2,4 km), Bouilh-Péreuilh (2,6 km), Mansan (2,8 km), Saint-Sever-de-Rustan (3,6 km).
Sur le plan historique et culturel, Jacque fait partie de l’ancien comté de Bigorre, comté historique des Pyrénées françaises et de Gascogne créé au IXe siècle puis rattaché au domaine royal en 1302, inclus ensuite au comté de Foix en 1425 puis une nouvelle fois rattaché au royaume de France en 1607. La commune est dans le pays de Tarbes et de la Haute Bigorre.

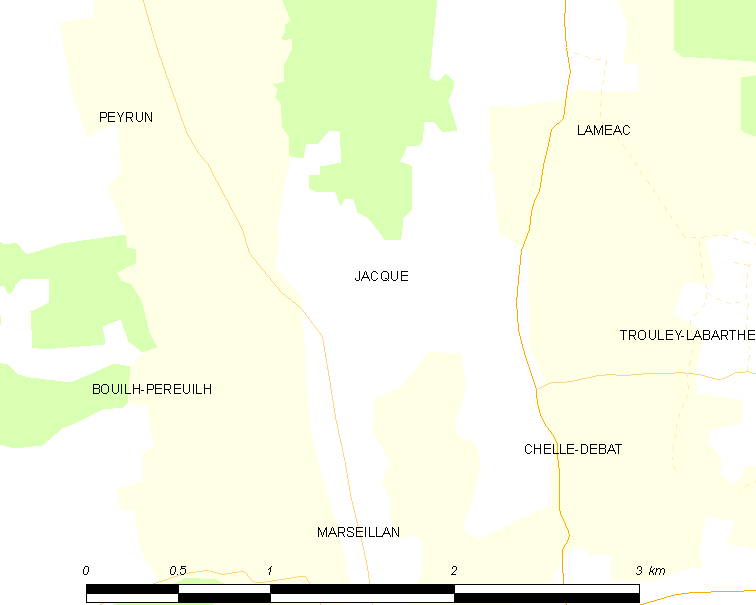
Carte de la commune de Jacque et des proches communes.

| Peyrun (sur 50 m) | Laméac     |              |
| Bouilh-Péreuilh   | Jacque     | Chelle-Debat |
|                   | Marseillan |              |

### Hydrographie
La commune est dans le bassin de l'Adour, au sein du bassin hydrographique Adour-Garonne. Elle est drainée par l'Arros, le Lanénos et par un petit cours d'eau, constituant un réseau hydrographique de 3 km de longueur totale,.
L'Arros, d'une longueur totale de 130,8 km, prend sa source dans la commune d'Esparros et s'écoule vers le nord. Il traverse la commune et se jette dans l'Adour à Izotges, après avoir traversé 54 communes.
Le Lanénos, d'une longueur totale de 11,2 km, prend sa source dans la commune de Bouilh-Péreuilh et s'écoule vers le nord. Il traverse la commune et se jette dans l'Arros à Montégut, après avoir traversé 9 communes.

### Climat
Le climat est tempéré de type océanique, en raison de l'influence proche de l'océan Atlantique situé à peu près 150 km plus à l'ouest. La proximité des Pyrénées fait que la commune profite d'un effet de foehn, il peut aussi y neiger en hiver, même si cela reste inhabituel.
| Mois                              | jan.  | fév.  | mars  | avril | mai   | juin  | jui.  | août  | sep.  | oct.  | nov.  | déc.  | année   |
| --------------------------------- | ----- | ----- | ----- | ----- | ----- | ----- | ----- | ----- | ----- | ----- | ----- | ----- | ------- |
| Température minimale moyenne (°C) | 0,6   | 1,3   | 2,7   | 5,2   | 8,3   | 11,6  | 14,1  | 13,9  | 11,7  | 8     | 3,6   | 1,3   | 6,9     |
| Température moyenne (°C)          | 5,3   | 6,1   | 7,8   | 10    | 13,3  | 16,7  | 19,3  | 19    | 17,2  | 13,3  | 8,5   | 5,8   | 11,9    |
| Température maximale moyenne (°C) | 9,9   | 11    | 12,9  | 14,8  | 18,3  | 21,7  | 24,5  | 24    | 22,6  | 18,6  | 13,4  | 10,4  | 16,8    |
| Ensoleillement (h)                | 108,8 | 118,8 | 155,6 | 157,2 | 181,3 | 191,5 | 215,5 | 196,4 | 194,5 | 164,4 | 124,4 | 104,4 | 1 912,8 |
| Précipitations (mm)               | 112,8 | 97,5  | 100,2 | 105,7 | 113,6 | 80,7  | 57,3  | 70,3  | 71    | 85,2  | 93    | 112,1 | 1 099,4 |

### Milieux naturels et biodiversité

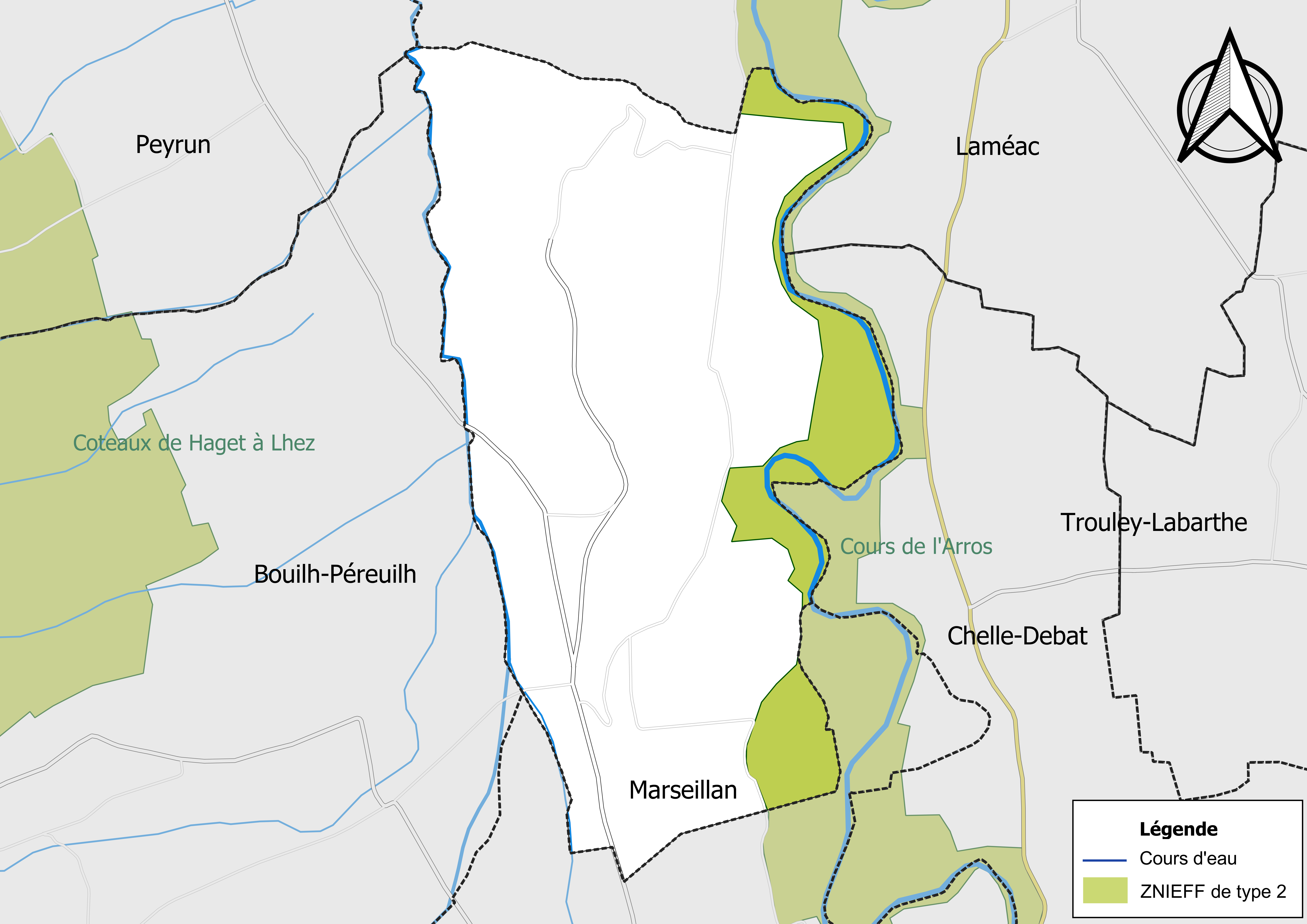
Carte de la ZNIEFF de type 2 localisée sur la commune.

L’inventaire des zones naturelles d'intérêt écologique, faunistique et floristique (ZNIEFF) a pour objectif de réaliser une couverture des zones les plus intéressantes sur le plan écologique, essentiellement dans la perspective d’améliorer la connaissance du patrimoine naturel national et de fournir aux différents décideurs un outil d’aide à la prise en compte de l’environnement dans l’aménagement du territoire.
Une ZNIEFF de type 2 est recensée sur la commune :
le « cours de l'Arros » (1 675 ha), couvrant 41 communes dont 20 dans le Gers et 21 dans les Hautes-Pyrénées.

## Urbanisme

### Typologie
Au 1er janvier 2024, Jacque est catégorisée commune rurale à habitat dispersé, selon la nouvelle grille communale de densité à sept niveaux définie par l'Insee en 2022.
Elle est située hors unité urbaine. Par ailleurs la commune fait partie de l'aire d'attraction de Tarbes, dont elle est une commune de la couronne,. Cette aire, qui regroupe 153 communes, est catégorisée dans les aires de 50 000 à moins de 200 000 habitants,.

### Occupation des sols
L'occupation des sols de la commune, telle qu'elle ressort de la base de données européenne d’occupation biophysique des sols Corine Land Cover (CLC), est marquée par l'importance des territoires agricoles (72,7 % en 2018), en diminution par rapport à 1990 (86,2 %). La répartition détaillée en 2018 est la suivante : 
prairies (35,6 %), terres arables (22,6 %), zones agricoles hétérogènes (14,5 %), forêts (14,2 %), zones urbanisées (13,1 %).
L'IGN met par ailleurs à disposition un outil en ligne permettant de comparer l’évolution dans le temps de l’occupation des sols de la commune (ou de territoires à des échelles différentes). Plusieurs époques sont accessibles sous forme de cartes ou photos aériennes : la carte de Cassini (XVIIIe siècle), la carte d'état-major (1820-1866) et la période actuelle (1950 à aujourd'hui).

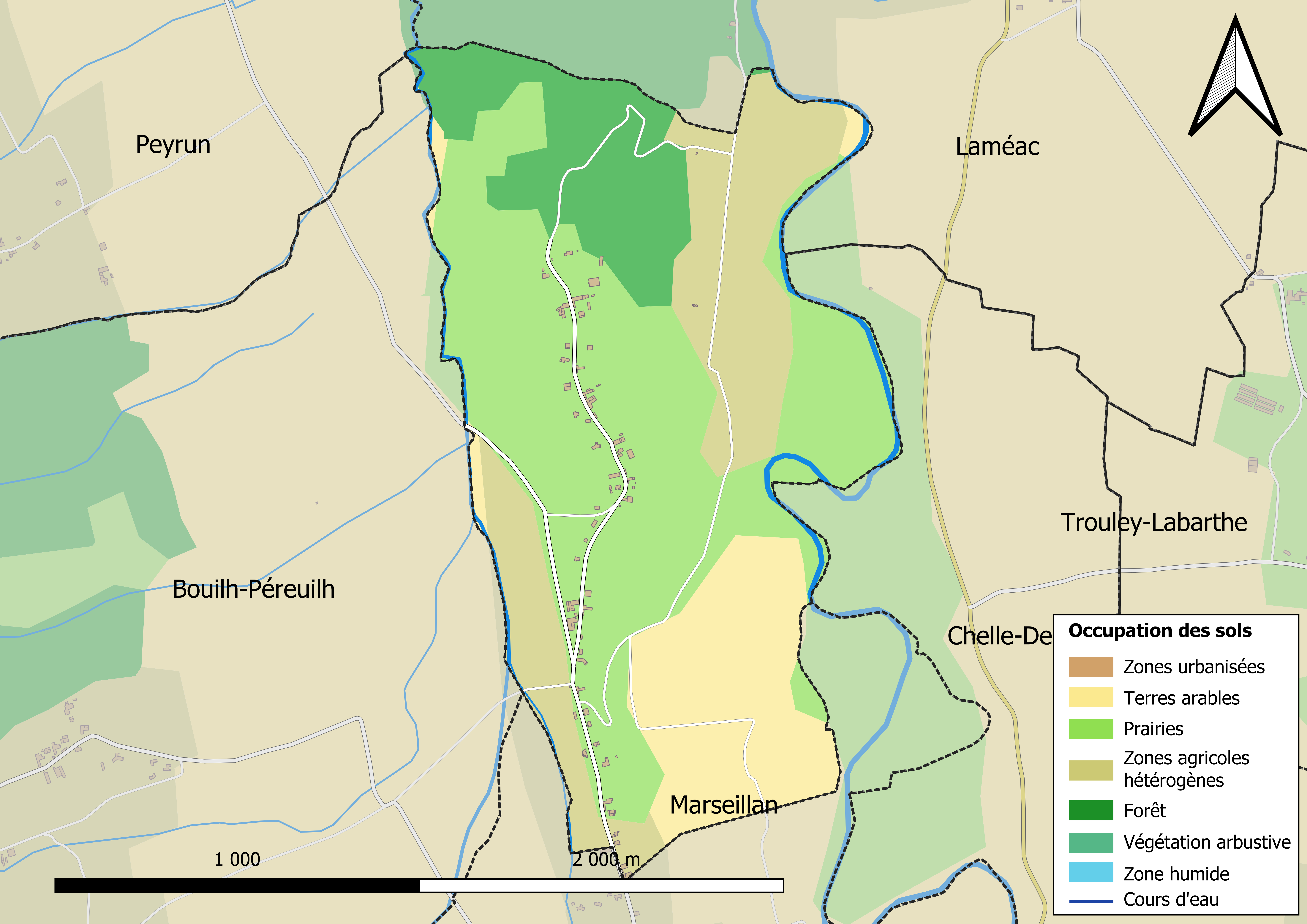
Carte des infrastructures et de l'occupation des sols en 2018 (CLC) de la commune.
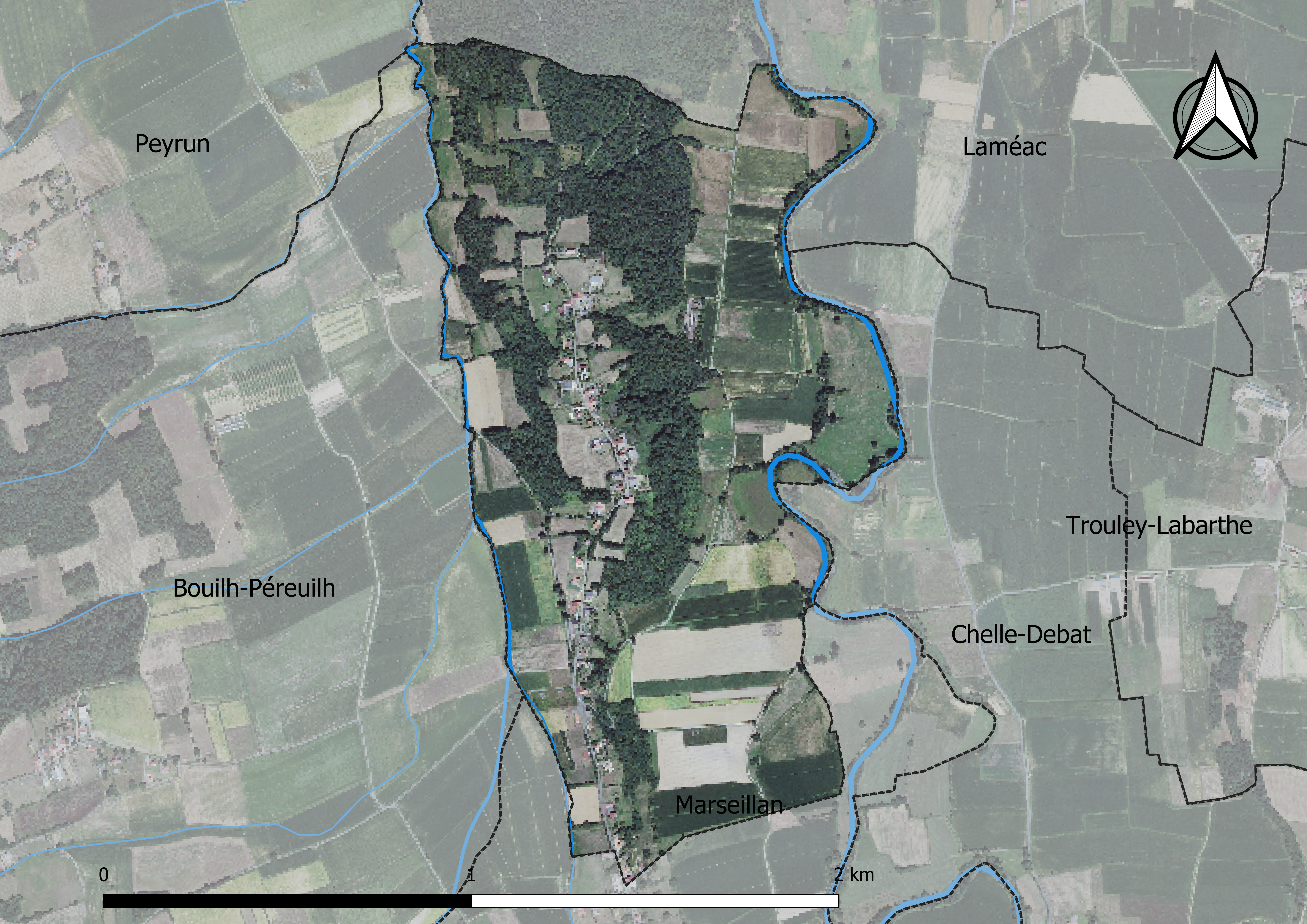
Carte orthophotogrammétrique de la commune.

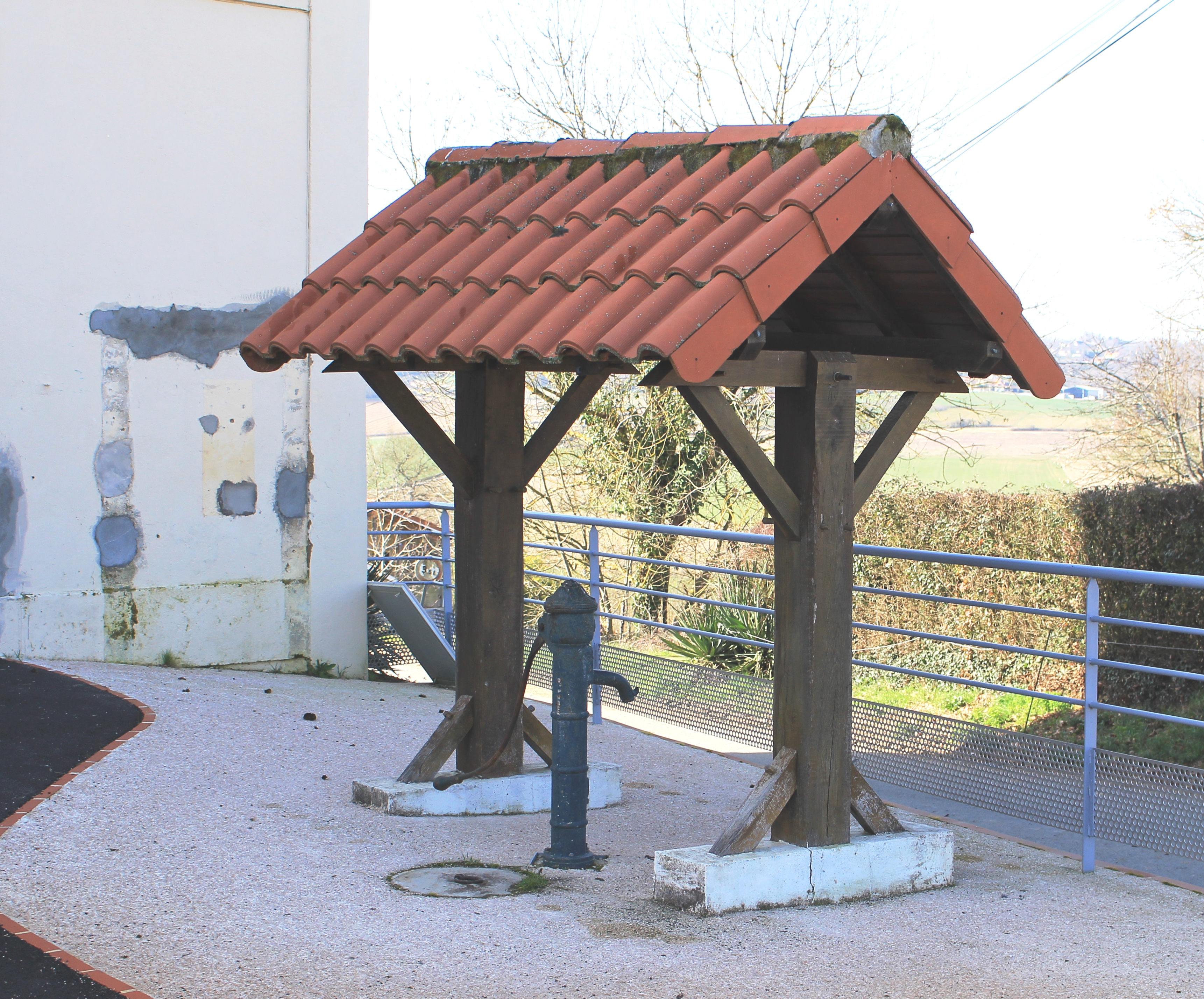
La fontaine.

### Logement
En 2012, le nombre total de logements dans la commune est de 35.

Parmi ces logements, 87,7 % sont des résidences principales, 12,3 % des résidences secondaires et 0,0 % des logements vacants.

### Risques majeurs
Le territoire de la commune de Jacque est vulnérable à différents aléas naturels : météorologiques (tempête, orage, neige, grand froid, canicule ou sécheresse), inondations, mouvements de terrains et séisme (sismicité modérée). Un site publié par le BRGM permet d'évaluer simplement et rapidement les risques d'un bien localisé soit par son adresse soit par le numéro de sa parcelle.
Certaines parties du territoire communal sont susceptibles d’être affectées par le risque d’inondation par débordement de cours d'eau, notamment l'Arros et le Lanénos. La cartographie des zones inondables en ex-Midi-Pyrénées réalisée dans le cadre du XIe Contrat de plan État-région, visant à informer les citoyens et les décideurs sur le risque d’inondation, est accessible sur le site de la DREAL Occitanie. La commune a été reconnue en état de catastrophe naturelle au titre des dommages causés par les inondations et coulées de boue survenues en 1982, 1999 et 2009,.
Jacque est exposée au risque de feu de forêt. Un plan départemental de protection des forêts contre les incendies a été approuvé par arrêté préfectoral le 21 avril 2020 pour la période 2020-2029. Le précédent couvrait la période 2007-2017. L’emploi du feu est régi par deux types de réglementations. D’abord le code forestier et l’arrêté préfectoral du 27 octobre 2014, qui réglementent l’emploi du feu à moins de 200 m des espaces naturels combustibles sur l’ensemble du département. Ensuite celle établie dans le cadre de la lutte contre la pollution de l’air, qui interdit le brûlage des déchets verts des particuliers. L’écobuage est quant à lui réglementé dans le cadre de commissions locales d’écobuage (CLE)

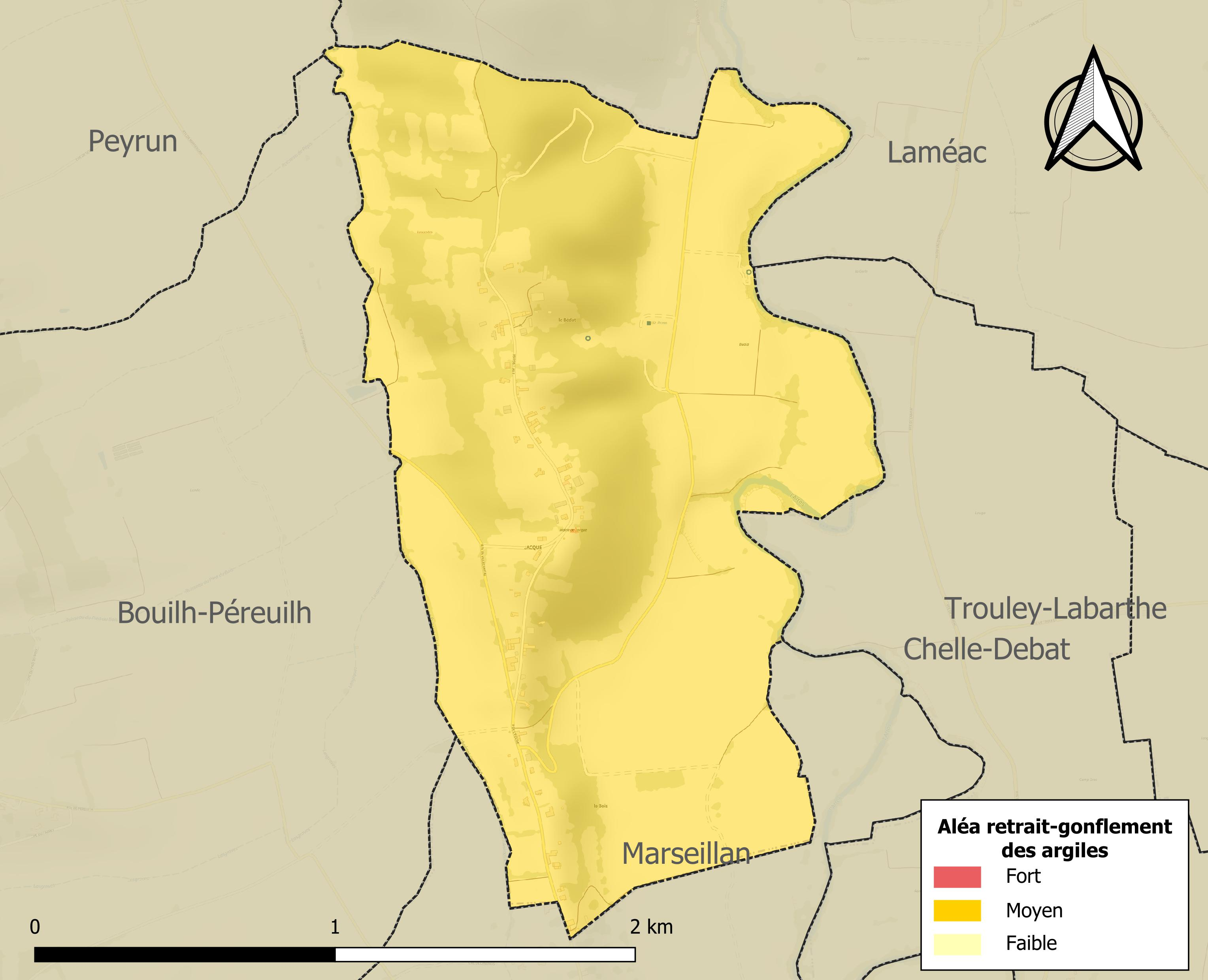
Carte des zones d'aléa retrait-gonflement des sols argileux de Jacque.

Les mouvements de terrains susceptibles de se produire sur la commune sont des tassements différentiels.
Le retrait-gonflement des sols argileux est susceptible d'engendrer des dommages importants aux bâtiments en cas d’alternance de périodes de sécheresse et de pluie. La totalité de la commune est en aléa moyen ou fort (44,5 % au niveau départemental et 48,5 % au niveau national). Sur les 36 bâtiments dénombrés sur la commune en 2019, 36 sont en aléa moyen ou fort, soit 100 %, à comparer aux 75 % au niveau départemental et 54 % au niveau national. Une cartographie de l'exposition du territoire national au retrait gonflement des sols argileux est disponible sur le site du BRGM,.
Par ailleurs, afin de mieux appréhender le risque d’affaissement de terrain, l'inventaire national des cavités souterraines permet de localiser celles situées sur la commune.
Concernant les mouvements de terrains, la commune a été reconnue en état de catastrophe naturelle au titre des dommages causés par des mouvements de terrain en 1999.

## Toponymie

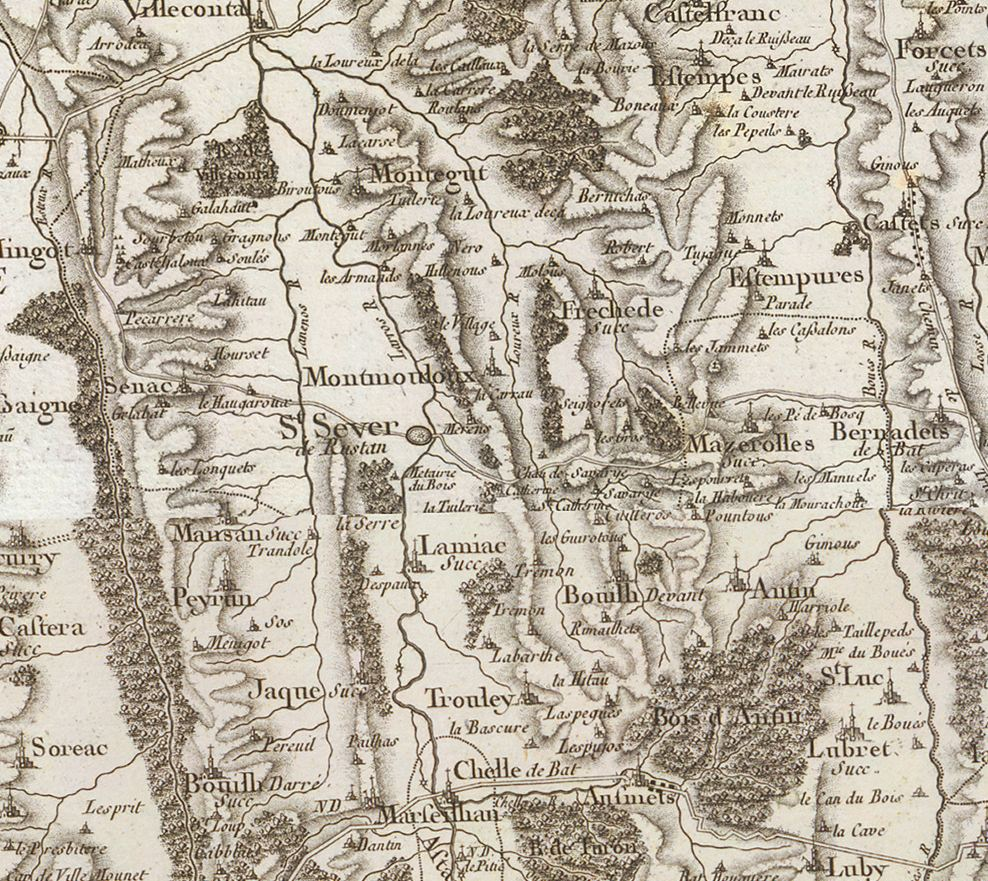
Extrait de la carte de Cassini (entre 1756 et 1789) situant Jacque au sud-ouest de Saint-Sever-de-Rustan.

On trouvera les principales informations dans le Dictionnaire toponymique des communes des Hautes-Pyrénées de Michel Grosclaude et Jean-François Le Nail qui rapporte les dénominations historiques du village :
Dénominations historiques :
- De Iaqua, de Jaqua (1313, Debita regi Navarre ; 1342, pouillé de Tarbes) ;
- Jaque (1429, censier de Bigorre) ;
- Iaque (1736, registres paroissiaux) ;
- Jaque (1790, Département 2) ;
- Jaque (fin XVIIIe siècle, carte de Cassini).

Nom occitan : Jaca.

## Histoire

### Cadastre napoléonien de Jacque
Le plan cadastral napoléonien de Jacque est consultable sur le site des archives départementales des Hautes-Pyrénées.

## Politique et administration

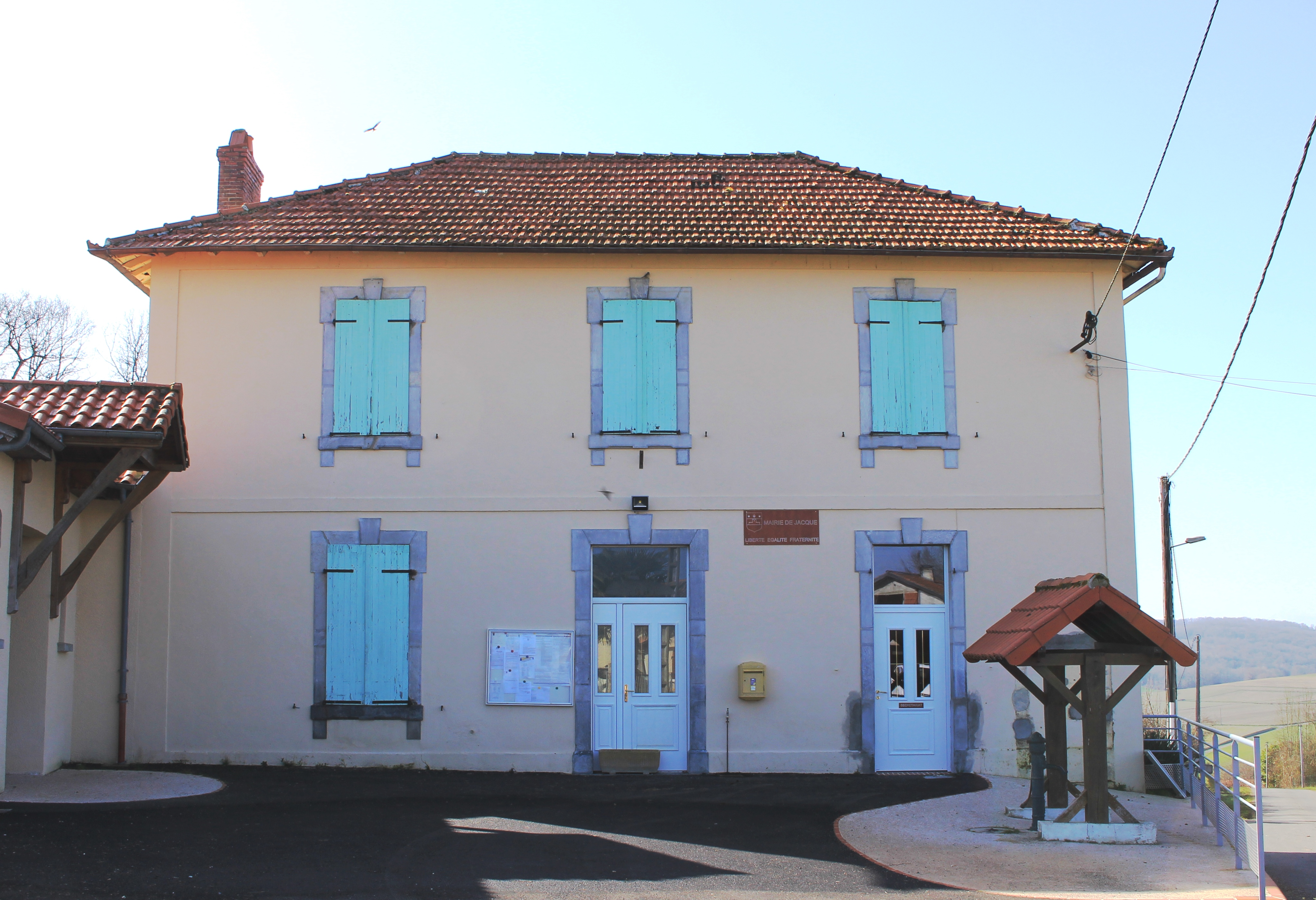
La mairie en 2019.

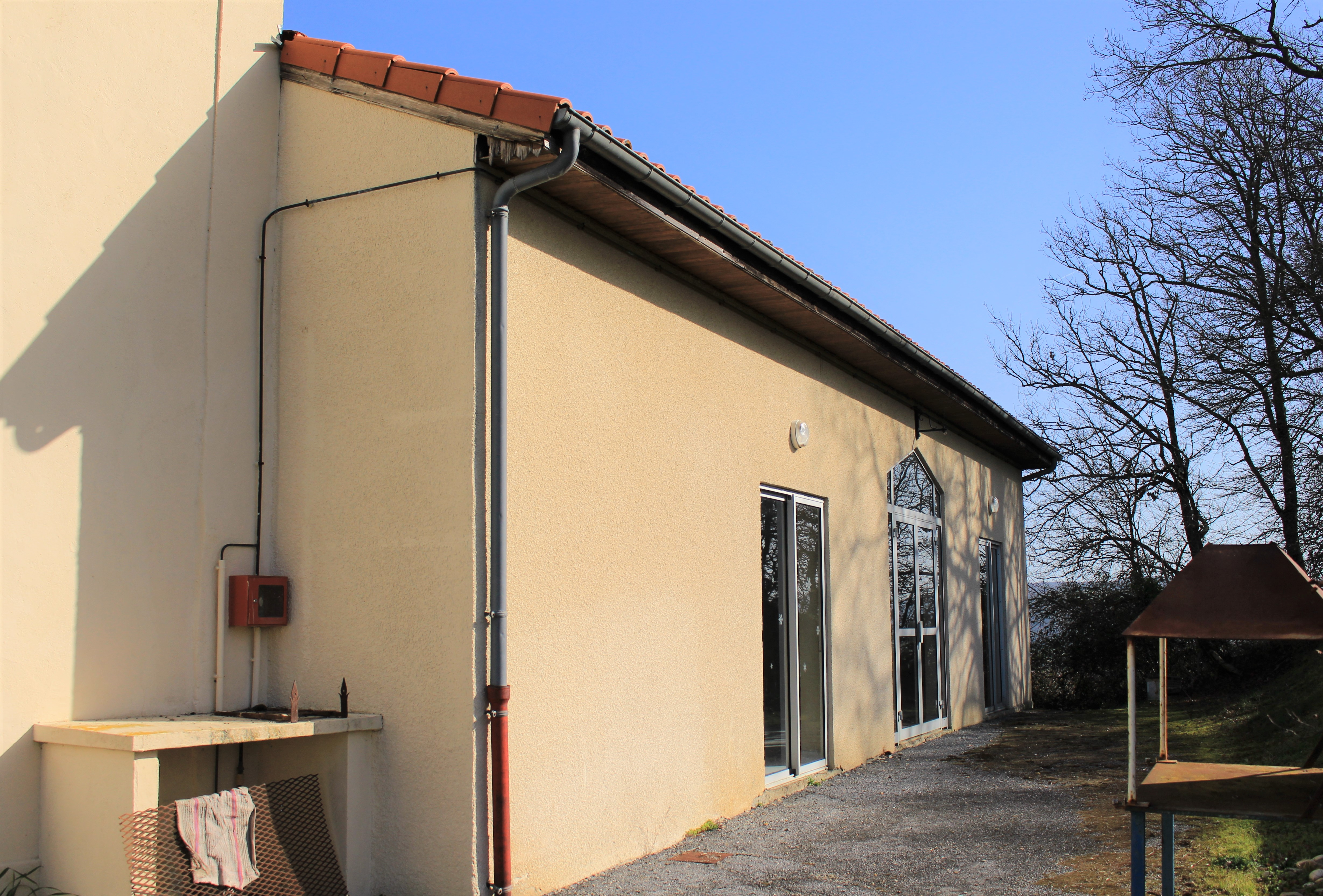
Le foyer rural en 2019.

### Liste des maires
| Période                                  | Période   | Identité        | Étiquette | Qualité |
| ---------------------------------------- | --------- | --------------- | --------- | ------- |
| Les données manquantes sont à compléter. |           |                 |           |         |
|                                          |           |                 |           |         |
| mars 2001                                | mars 2020 | Paul Bourdettes |           |         |
| mars 2020                                | En cours  | Marc Gualbert   |           |         |

### Rattachements administratifs et électoraux

#### Historique administratif
Pays et  sénéchaussée de Bigorre, quarteron de Rabastens, canton de Tarbes (1790) puis  d'Aubarède (1801), chef-lieu transféré à Pouyastruc (1803).

#### Intercommunalité
Jacque appartient à la communauté de communes des Coteaux du Val d'Arros créée en janvier 2017 et qui réunit 54 communes.

## Population et société

### Démographie

#### Évolution démographique
L'évolution du nombre d'habitants est connue à travers les recensements de la population effectués dans la commune depuis 1793. Pour les communes de moins de 10 000 habitants, une enquête de recensement portant sur toute la population est réalisée tous les cinq ans, les populations de référence des années intermédiaires étant quant à elles estimées par interpolation ou extrapolation. Pour la commune, le premier recensement exhaustif entrant dans le cadre du nouveau dispositif a été réalisé en 2005.

En 2022, la commune comptait 67 habitants, en évolution de −9,46 % par rapport à 2016 (Hautes-Pyrénées : +1,59 %, France hors Mayotte : +2,11 %).
| 1793 | 1800 | 1806 | 1821 | 1831 | 1836 | 1841 | 1846 | 1851 |
| ---- | ---- | ---- | ---- | ---- | ---- | ---- | ---- | ---- |
| 72   | 102  | 112  | 146  | 153  | 142  | 135  | 138  | 129  |

| 1856 | 1861 | 1866 | 1876 | 1881 | 1886 | 1891 | 1896 | 1901 |
| ---- | ---- | ---- | ---- | ---- | ---- | ---- | ---- | ---- |
| 119  | 125  | 124  | 111  | 106  | 101  | 104  | 101  | 89   |

| 1906 | 1911 | 1921 | 1926 | 1931 | 1936 | 1946 | 1954 | 1962 |
| ---- | ---- | ---- | ---- | ---- | ---- | ---- | ---- | ---- |
| 90   | 85   | 72   | 82   | 71   | 71   | 58   | 48   | 43   |

| 1968 | 1975 | 1982 | 1990 | 1999 | 2005 | 2006 | 2010 | 2015 |
| ---- | ---- | ---- | ---- | ---- | ---- | ---- | ---- | ---- |
| 38   | 40   | 48   | 49   | 54   | 57   | 57   | 71   | 73   |

| 2020 | 2022 | - | - | - | - | - | - | - |
| ---- | ---- | - | - | - | - | - | - | - |
| 65   | 67   | - | - | - | - | - | - | - |

### Enseignement
La commune dépend de l'académie de Toulouse. Elle ne dispose plus d'école en 2016.

## Économie

### Emploi
|                | 2008  | 2013   | 2018  |
| -------------- | ----- | ------ | ----- |
| Commune        | 6,5 % | 18,7 % | 0 %   |
| Département    | 7,7 % | 9,4 %  | 9,8 % |
| France entière | 8,3 % | 10 %   | 10 %  |

En 2018, la population âgée de 15 à 64 ans s'élève à 36 personnes, parmi lesquelles on compte 81,8 % d'actifs (81,8 % ayant un emploi et 0 % de chômeurs) et 18,2 % d'inactifs,. Depuis 2008, le taux de chômage communal (au sens du recensement) des 15-64 ans est inférieur à celui de la France et du département.
La commune fait partie de la couronne de l'aire d'attraction de Tarbes, du fait qu'au moins 15 % des actifs travaillent dans le pôle,. Elle compte 6 emplois en 2018, contre 5 en 2013 et 1 en 2008. Le nombre d'actifs ayant un emploi résidant dans la commune est de 31, soit un indicateur de concentration d'emploi de 21,2 % et un taux d'activité parmi les 15 ans ou plus de 54,9 %.
Sur ces 31 actifs de 15 ans ou plus ayant un emploi, 5 travaillent dans la commune, soit 18 % des habitants. Pour se rendre au travail, 89,3 % des habitants utilisent un véhicule personnel ou de fonction à quatre roues, 3,6 % s'y rendent en deux-roues, à vélo ou à pied et 7,1 % n'ont pas besoin de transport (travail au domicile).

## Culture locale et patrimoine

### Lieux et monuments

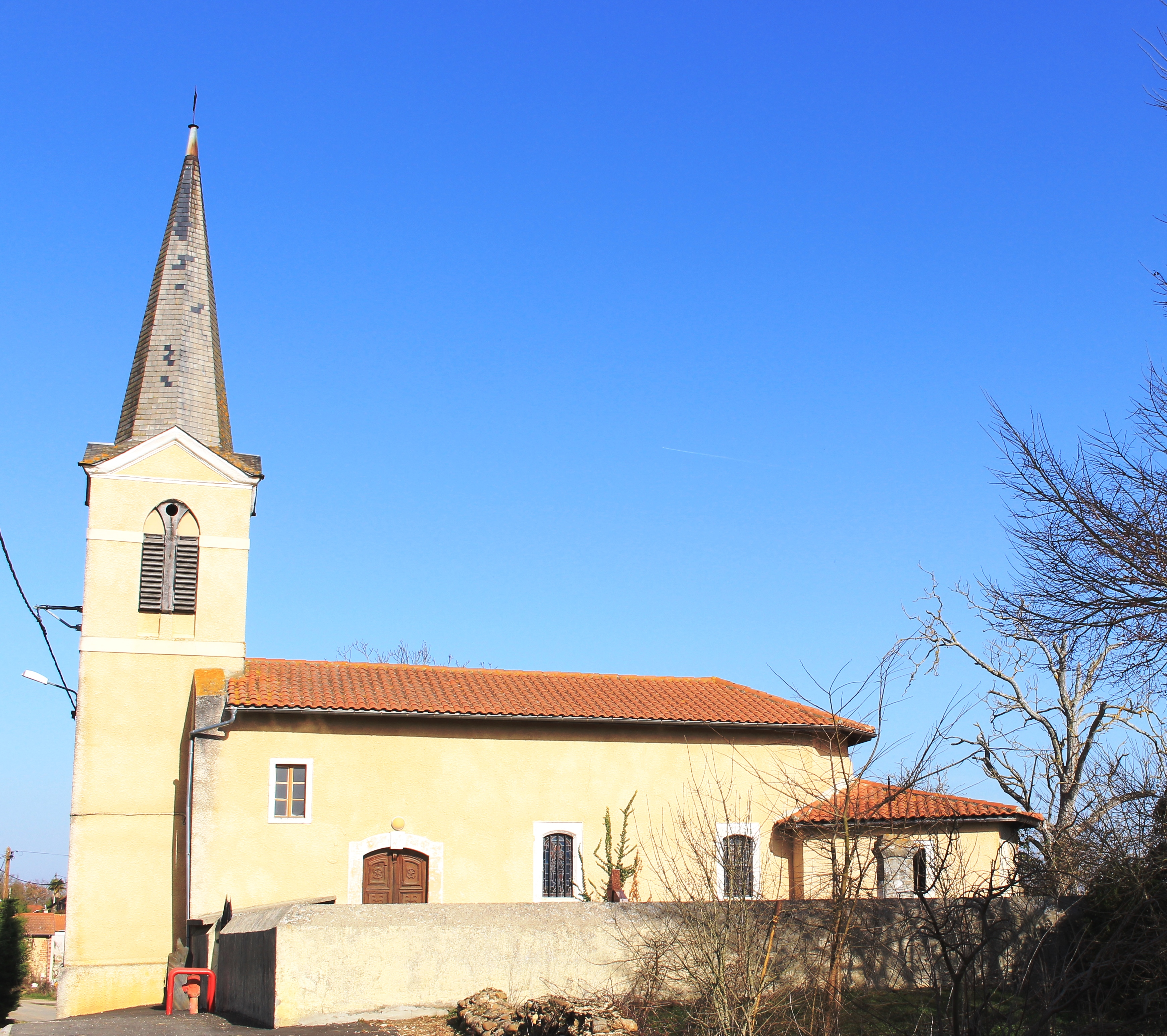
L'église de l'Assomption en 2019.

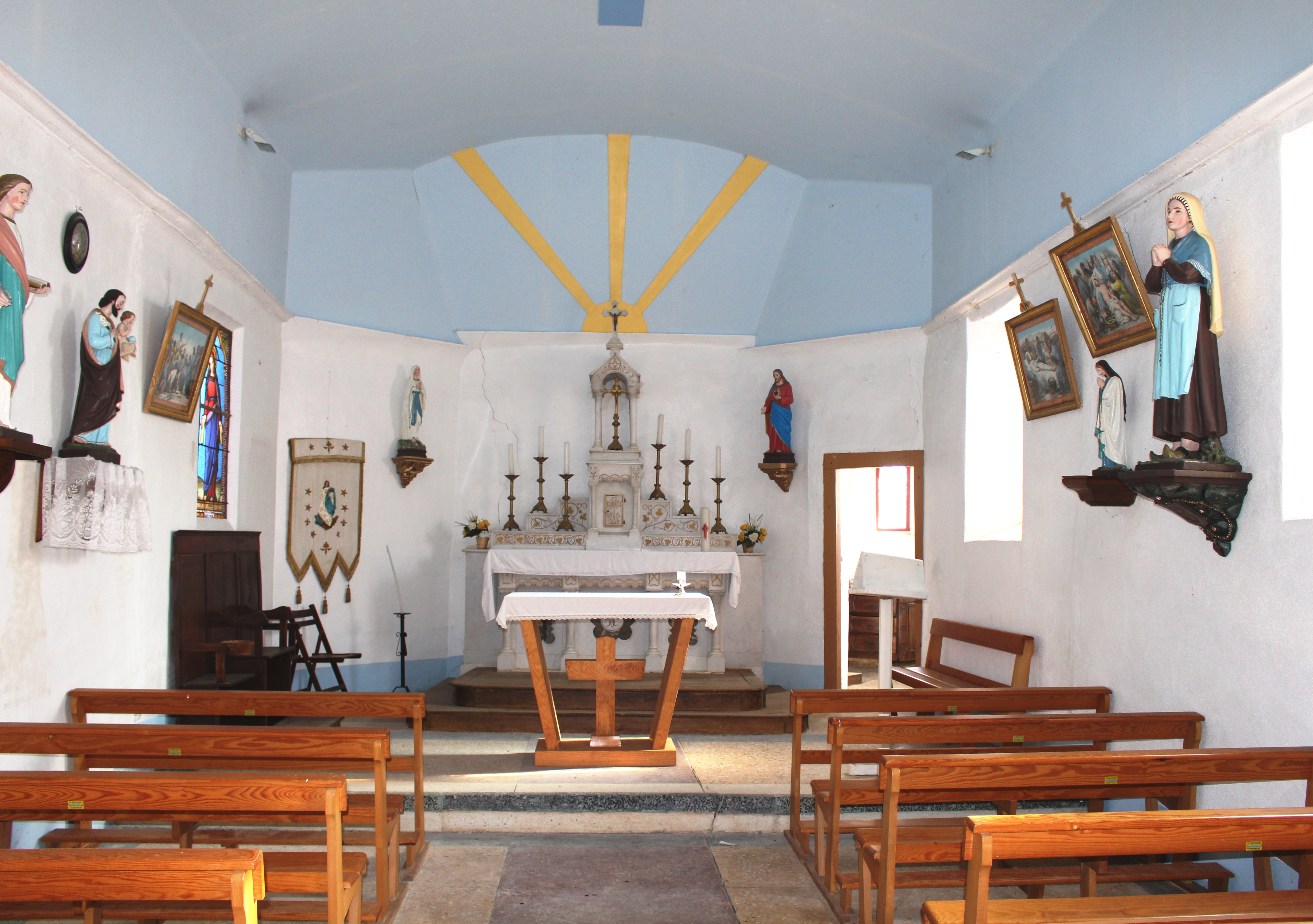
L'église.

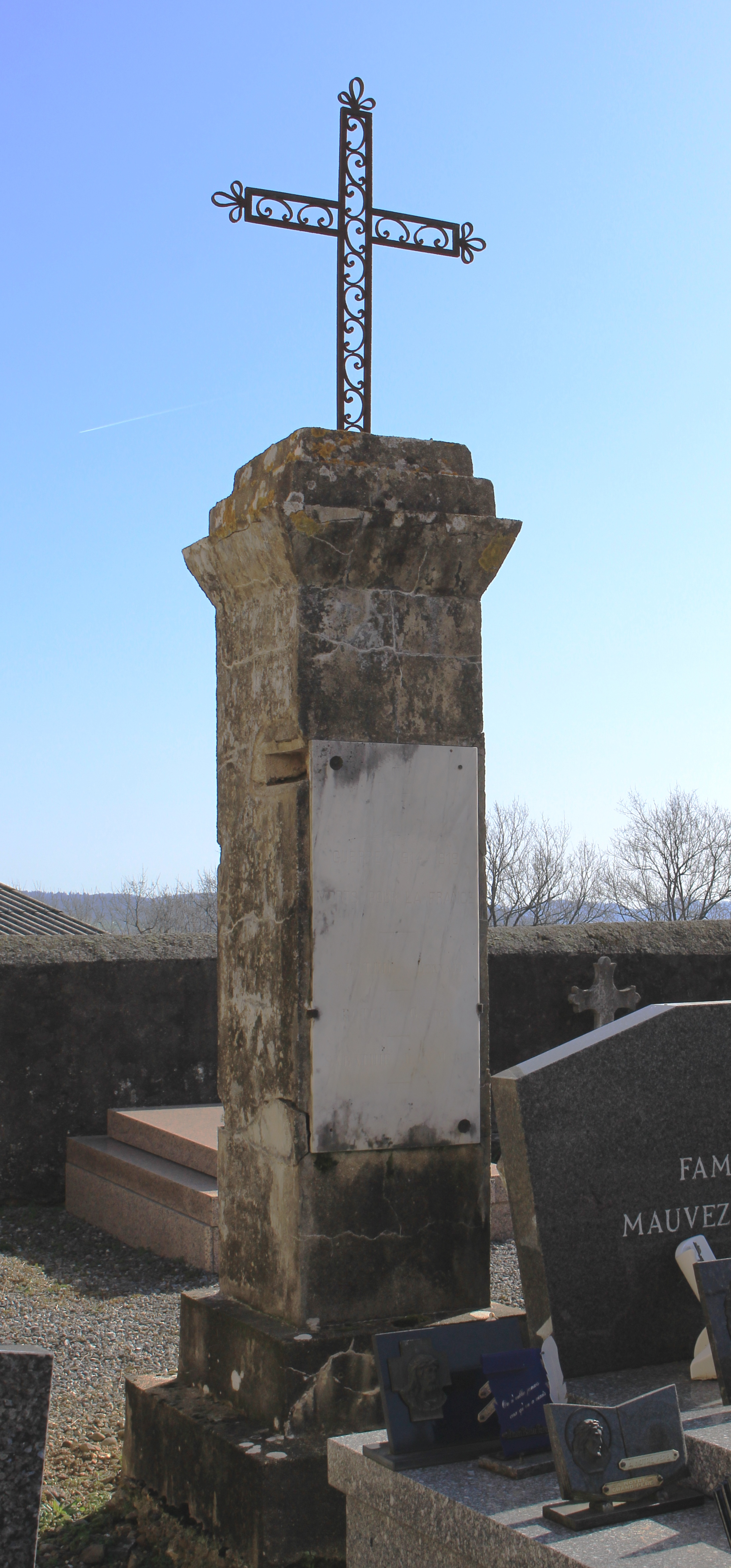
Le monument aux morts municipal.

- Église de l'Assomption de Jacque.

### Héraldique
| Blason | Blasonnement : D'argent à la tour de sable avec son mur sur une terrasse de sinople, au chef de gueules chargé d'une fleur de lys d'or accostée de deux besants du même chargés chacun d'une fleur de lys soudée du champ. |

#### Site de l'Insee
1. 1 2 3 4 5  Insee, « Métadonnées de la commune de Jacque ».
2. ↑  « La grille communale de densité », sur le site de l'Insee, 28 mai 2024 (consulté le 1er juillet 2024).
3. ↑  « Liste des communes composant l'aire d'attraction de Tarbes », sur le site de l'Insee (consulté le 1er juillet 2024).
4. ↑  Marie-Pierre de Bellefon, Pascal Eusebio, Jocelyn Forest, Olivier Pégaz-Blanc et Raymond Warnod (Insee), « En France, neuf personnes sur dix vivent dans l’aire d’attraction d’une ville », sur le site de l'Insee, 21 octobre 2020 (consulté le 1er juillet 2024).
5. ↑  Insee : Rapport statistique communal pour la commune de Jacque
6. 1 2  « Emp T1 - Population de 15 à 64 ans par type d'activité en 2018 à Jacque » (consulté le 17 février 2022).
7. ↑  « Emp T1 - Population de 15 à 64 ans par type d'activité en 2018 dans les Hautes-Pyrénées » (consulté le 17 février 2022).
8. ↑  « Emp T1 - Population de 15 à 64 ans par type d'activité en 2018 dans la France entière » (consulté le 17 février 2022).
9. ↑  « Base des aires d'attraction des villes 2020 », sur site de l'Insee (consulté le 10 avril 2021).
10. ↑  « Emp T5 - Emploi et activité en 2018 à Jacque » (consulté le 17 février 2022).
11. ↑  « ACT T4 - Lieu de travail des actifs de 15 ans ou plus ayant un emploi qui résident dans la commune en 2018 » (consulté le 17 février 2022).
12. ↑  « ACT G2 - Part des moyens de transport utilisés pour se rendre au travail en 2018 » (consulté le 17 février 2022).

#### Autres sources
1. ↑  Stephan Georg, « Distance entre Jacque et Tarbes », sur fr.distance.to (consulté le 18 août 2021).
2. ↑  
Stephan Georg, « Distance entre Jacque et Trie-sur-Baïse », sur fr.distance.to (consulté le 18 août 2021).
3. ↑  « Communes les plus proches de Jacque », sur villorama.com (consulté le 18 août 2021).
4. ↑  Frédéric Zégierman, Le guide des pays de France - Sud, Paris, Fayard, avril 1999 (ISBN 2-213-59961-0), p. 287-289.
5. ↑  Carte IGN sous Géoportail
6. ↑  « Le réseau hydrographique du bassin Adour-Garonne. » [PDF], sur draaf.occitanie.agriculture.gouv.fr (consulté le 3 novembre 2021).
7. ↑  « Fiche communale de Jacque », sur le système d'information pour la gestion des eaux souterraines en Occitanie (consulté le 3 novembre 2021).
8. ↑  Sandre, « l'Arros »
9. ↑  Sandre, « le Ruisseau Lanénos »
10. ↑  
« Climatologie mensuelle à Tarbes », sur le site de l'association InfoClimat (consulté le 25 septembre 2016).
11. ↑  « Liste des ZNIEFF de la commune de Jacque », sur le site de l'Inventaire national du patrimoine naturel (consulté le 27 août 2021).
12. ↑  « ZNIEFF le « cours de l'Arros » - fiche descriptive », sur le site de l'inventaire national du patrimoine naturel (consulté le 27 août 2021).
13. ↑  « CORINE Land Cover (CLC) - Répartition des superficies en 15 postes d'occupation des sols (métropole). », sur le site des données et études statistiques du ministère de la Transition écologique. (consulté le 15 avril 2021).
14. 1 2 3  « Les risques près de chez moi - commune de Jacque », sur Géorisques (consulté le 17 octobre 2022).
15. ↑  BRGM, « Évaluez simplement et rapidement les risques de votre bien », sur Géorisques (consulté le 15 septembre 2022).
16. ↑  DREAL Occitanie, « CIZI », sur occitanie.developpement-durable.gouv.fr (consulté le 15 septembre 2022).
17. ↑  « Les risques majeurs dans les Hautes-Pyrénées », sur gouvernement.fr (consulté le 15 septembre 2022), partie 1 -  chapitre Risque inondation.
18. ↑  « Plan départemental de protection des forêts contre l’incendie (PDPFCI) 2020 – 2029 », sur hautes-pyrenees.gouv.fr (consulté le 15 septembre 2022).
19. ↑  « Les risques majeurs dans les Hautes-Pyrénées », sur gouvernement.fr (consulté le 15 septembre 2022), chapitre Mouvements de terrain.
20. ↑  « Retrait-gonflement des argiles », sur le site de l'observatoire national des risques naturels (consulté le 15 septembre 2022).
21. ↑  « Liste des cavités souterraines localisées sur la commune de Jacque », sur georisques.gouv.fr (consulté le 15 septembre 2022).
22. ↑  Michel Grosclaude et Jean-François Le Nail, Dictionnaire toponymique des communes des Hautes-Pyrénées intégrant les travaux de Jacques Boisgontier, Conseil Général des Hautes-Pyrénées, 2000.
23. ↑  Archives départementales des Hautes-Pyrénées : Monographie de Jacque en 1887
24. ↑  Archives départementales des Hautes-Pyrénées : Plan cadastral de Jacque en 1809
25. ↑  Archives départementales des Hautes-Pyrénées
26. ↑  « Liste des juridictions compétentes pour Jacque (Hautes-Pyrénées) », sur le site du ministère de la Justice (consulté le 17 décembre 2015)
27. ↑  L'organisation du recensement, sur insee.fr.
28. ↑  Calendrier départemental des recensements, sur insee.fr.
29. ↑  Des villages de Cassini aux communes d'aujourd'hui sur le site de l'École des hautes études en sciences sociales.
30. ↑  Fiches Insee - Populations de référence de la commune pour les années 2006, 2007, 2008, 2009, 2010, 2011, 2012, 2013, 2014, 2015, 2016, 2017, 2018, 2019, 2020, 2021 et 2022.
31. ↑  
« Annuaire : Résultats de recherche », sur le site du ministère de l'Éducation nationale (consulté le 17 janvier 2017).